# St. Charles (Dakota del Sud)
St. Charles és una concentració de població designada pel cens dels Estats Units a l'estat de Dakota del Sud. Segons el cens del 2000 tenia 19 habitants.

## Demografia
Segons el cens del 2000, St. Charles tenia 19 habitants, 8 habitatges, i 5 famílies. La densitat de població era de 38,6 habitants per km².
Dels 8 habitatges en un 37,5% hi vivien nens de menys de 18 anys, en un 50% hi vivien parelles casades, en un 0% dones solteres, i en un 37,5% no eren unitats familiars. En el 25% dels habitatges hi vivien persones soles el 25% de les quals corresponia a persones de 65 anys o més que vivien soles. El nombre mitjà de persones vivint en cada habitatge era de 2,38 i el nombre mitjà de persones que vivien en cada família era de 3.
Per edats la població es repartia de la següent manera: un 31,6% tenia menys de 18 anys, un 5,3% entre 18 i 24, un 31,6% entre 25 i 44, un 15,8% de 45 a 60 i un 15,8% 65 anys o més.
L'edat mediana era de 40 anys. Per cada 100 dones de 18 o més anys hi havia 160 homes.
La renda mediana per habitatge era de 13.125 $ i la renda mediana per família de 6.250 $. Els homes tenien una renda mediana de 0 $ mentre que les dones 18.750 $. La renda per capita de la població era de 6.033 $. Entorn del 100% de les famílies i el 75% de la població estaven per davall del llindar de pobresa.

## Poblacions més properes
El següent diagrama mostra les poblacions més properes.